# 百瀬文
百瀬 文（ももせ あや、1988年 - ）は、日本のアーティスト。

## 来歴
東京都に生まれる。武蔵野美術大学大学院造形研究科美術専攻油絵コースを修了した。
アジアン・カルチュラル・カウンシル(ACC)の助成を受けてニューヨークで滞在制作を行ったほか、ベルリンや東京で個展を開催した。イム・フンスンと共同制作した『交換日記』は、全州国際映画祭に正式招待された。
国立西洋美術館で開催された「ここは未来のアーティストたちが眠る部屋となりえてきたか？」の内覧会で、パレスチナでのイスラエル政府による「ジェノサイド」に反対の意を示す抗議活動を行う。

## 展覧会
出典は『美術手帖』ウェブサイト。

### 個展
- 「サンプルボイス」（横浜美術館アートギャラリー1、2014）
- 「山羊を抱く / 貧しき文法」（switch point、東京、2016）
- 「Borrowing the Other Eye」（ESPACE DIAPHANES、ベルリン、2018）
- 「I.C.A.N.S.E.E.Y.O.U」（EFAG、東京、2019）
- 「Born to Die」（switch point、東京、2020）
- 「百瀬文 口を寄せる」（十和田市現代美術館、青森、2022-2023）

### グループ展
- 「アーティスト・ファイル 2015 隣の部屋――日本と韓国の作家たち」（国立新美術館、東京、2015）
- 「六本木クロッシング2016展：僕の身体、あなたの声」（森美術館、東京）
- 「Brooklyn’s Finest」（Holyrad Studio、ニューヨーク、2017）
- 「THE TRIAL」（Corner College、チューリッヒ、2017）
- 「織り目の在りか」（あいちアートプログラム：オリナス一宮、愛知2018）
- 「Happiness is Born in the Guts」（Municipal Gallery Arsenał、ポーランド、2019）
- 「Reliving the Wounds」（OPENBOX、ソウル、2019）
- 「あいち2022」（愛知県、2022）